# Villa Fabris Giavi
Villa Fabris Giavi è una villa veneta di Conegliano, situata all'estremità occidentale della base del colle di Monticella, di fronte all'area dove sorge la Madonna delle Grazie.

## Storia
La residenza fu acquistata ai primi del '900 e completamente restaurata, da Francesco Giavi (ancora oggi sui cancelli di ingresso si nota l'acronimo FG). Era adibita a residenza di famiglia e posta sul lieve pendio di via Bidasio degli Imberti, parte terminale della Collina di Monticella, integrante l'azienda agricola Giavi. Attualmente, è in buono stato conservativo.

## Descrizione
Edificio di buone dimensioni racchiuso nella parte anteriore da un muro di cinta, all'interno del quale ha luogo il giardino, Villa Fabris Giavi è formata da un unico edificio a pianta quadrangolare.
La facciata ricalca le forme dell'edificio padronale delle ville venete sei-settecentesche, con la parte centrale rialzata e terminata da un timpano dentellato.
Le aperture, disposte simmetricamente, disegnano i tre livelli di cui la struttura si compone: al piano terra, con superficie in bugnato, tre monofore rettangolari per lato si dispongono intorno al portale centrale; al piano nobile, diviso dall'inferiore per mezzo di marcapiano, le aperture sono a tutto sesto, con al centro una trifora con balaustra; il secondo piano, con piccole aperture rettangolari, è variato sotto il timpano da una più ampia monofora a tutto sesto balaustrata.
Sulla sommità dei due angoli della facciata e sullo spigolo più alto del timpano, sono posti dei piccoli elementi scultorei.